# Prospalta cinnamomea
Prospalta cinnamomea là một loài bướm đêm trong họ Noctuidae.